# Enchelyopus cimbrius
Genre
Espèce
Synonymes
- Couchia edwardii Couch, 1866[1]
- Gadus cimbrius Linnaeus, 1766[1]
- Gaidropsarus cimbrius (Linnaeus, 1766)[1]
- Motella caudacuta Storer, 1848[2]
- Motella caudacuta Storer, 1858[1]
- Motella cimbrica (Linnaeus, 1766)[1]
- Motella pacifica Temminck & Schlegel, 1846[1]
- Onos cimbrius (Linnaeus, 1766)[1]
- Rhinonemus caudacuta (Storer, 1848)[2]
- Rhinonemus caudacuta (Storer, 1858)[1]
- Rhinonemus cimbrius (Linnaeus, 1766)[1]

Statut de conservation UICN

 LC  : Préoccupation mineure
Enchelyopus cimbrius, communément appelé Motelle à quatre barbillons, est une espèce de poissons de la famille des Lotidae (ou des Gadidae selon les classifications). C'est la seule espèce de son genre Enchelyopus (monotypique).

## Répartition
Enchelyopus cimbrius se rencontre dans les eaux froides de l'Atlantique à une profondeur comprise entre 20 et 900 m, mais plus généralement entre 20 et 50 m. Son aire de répartition longe la côte nord du golfe du Mexique puis remonte vers l'Arctique le long de la côte est des États-Unis pour s'étendre au nord vers la mer de Norvège et au sud jusqu'au golfe de Gascogne. Elle est présente également en mer du Nord, dans la Manche et dans la mer Baltique, à l'exception du golfe de Botnie.

## Description
La taille maximale de Enchelyopus cimbrius est de 410 mm mais sa taille moyenne est de 300 mm. Son âge maximal connu est de 9 ans. Cette espèce se nourrit de poissons plats, amphipodes, décapodes, copépodes, de mysides, de crevettes, d'isopodes et d'autres petits crustacés.

## Étymologie
Son nom spécifique, cimbrius, fait référence à sa présence dans le Jutland, nommé également Cimbrian Peninsula ou Cimbric en anglais. On y trouve notamment le Cattégat qui est la localité type de cette espèce.

## Publication originale
- Linné, 1766 : Systema naturae sive regna tria naturae, secundum classes, ordines, genera, species, cum characteribus, differentiis, synonymis, locis. Laurentii Salvii, Holmiae.  éd., vol. 1, p. 1-532.